# Фльоутсдальсхреппюр
Фльоутсдальсхреппюр (исл. Fljótsdalshreppur, исландское произношение: [ˈfljoutsˌtalsˌr̥ɛhpʏr̥]) — община на востоке Исландии в регионе Эйстюрланд. В 2021 году в общине на 1517км² проживало 98 человек.

## История
Община на данной территории была образована в 1905 году указом короля Кристиана IX. В 1950 была образована община Фльоутсдальсхреппюр почти в её современных граница с центром на хуторе Вьегардюр. Название общины происходит от названия долины Фльоутсдалюр (исл. Fljótsdalur, дословно — «долина потока»), представляющую собой обширную долину в бассейне реки Лагарфльоут и её притоков..

## География
Община Фльоутсдальсхреппюр находится в регионе Эйстюрланд на востоке Исландии. Расстояние от общины до столицы страны Рейкьявика составляет около 700 километров.
Земли общины большей частью расположены в долине Фльоутсдалюр и на склонах окружающей её горных хребтов, к северо-востоку от ледника в Ватнайёкюдль. С трех сторон Фльоутсдальсхреппюр окружен землями общины Мулатинг; граница между этими общинами на западе проходит большей частью по горным цепям, на севере вдоль реки Храбнсгерисау, а на востоке вдоль реки Гильсау. На юге Фльоутсдальсхреппюр граничит с общиной Ходнафьордюр, а естественной границей между ними служит ледник Ватнайёкюдль). Это одна из немногих общин в Исландии, не имеющих выхода к морю.
В общине населённых пунктов нет — только мелкие поселения (хутора) и фермерские усадьбы. Община является сельской и основное занятие жителей — животноводство (преимущественно овцеводство и коневодство).

## Инфраструктура
По территории общины проходят несколько дорог местного значения — Эйстюрлейд 910, Уппхьерадсвегюр 931, Фльоутсдальсвегюр 933, Мулавегюр 934 и Сюдюрдальсвегюр 935.
Ближайший аэропорт находится в соседней общине, в городе Эйильсстадир, откуда осуществляются регулярные внутренние рейсы в Акюрейри и Рейкьявик и международные чартерные, грузовые и частные рейсы в Европу и на Фарерские острова, а также медицинские или экстренные рейсы.

## Население
Источник: Mannfjöldi eftir kyni, aldri og sveitarfélögum 1998-2021 (исл.). hagstofa.is. Reykjavík: Hagstofa Íslands [Статистическая служба Исландии]. Дата обращения: 22 ноября 2021.

## Галерея

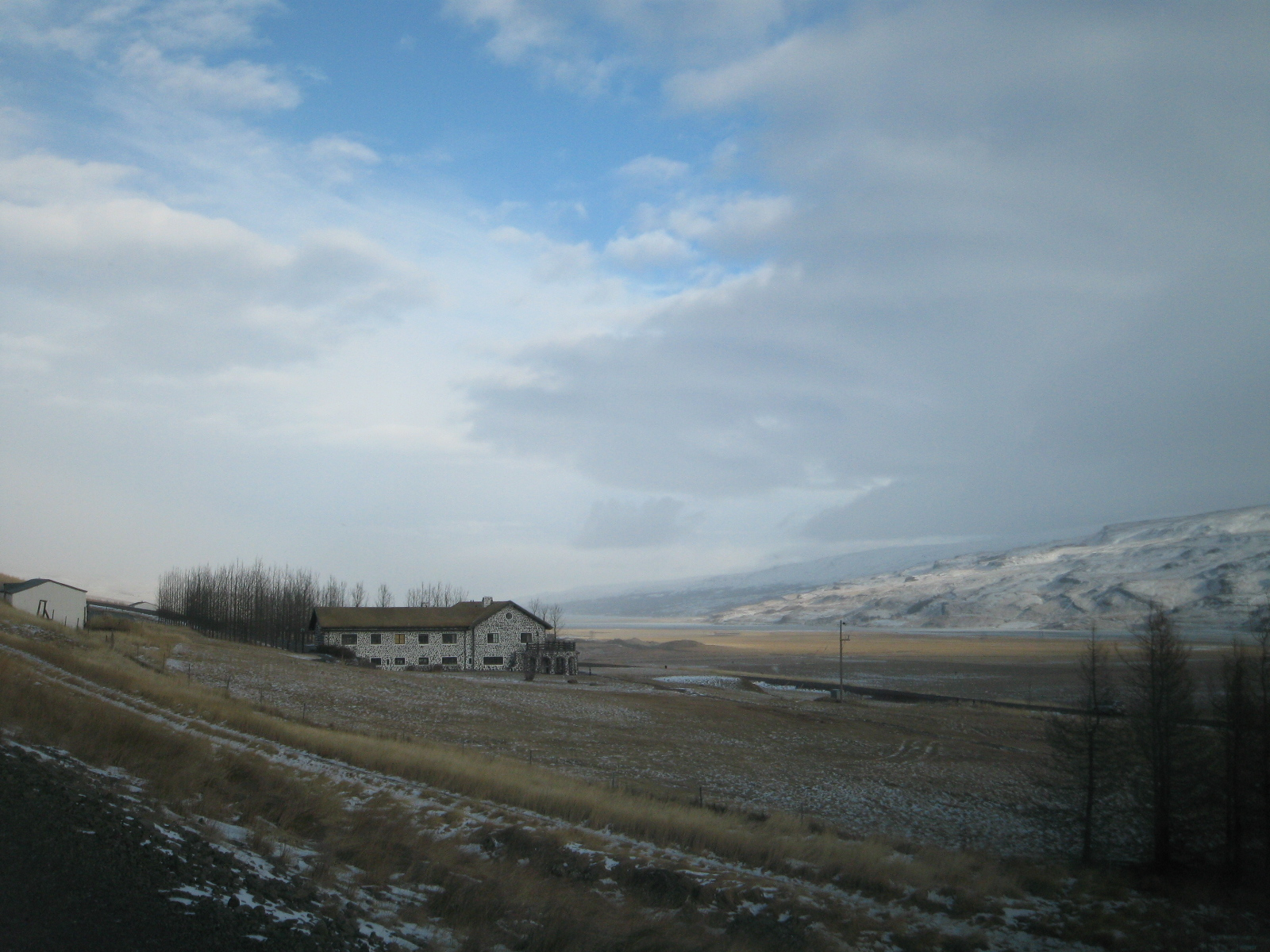
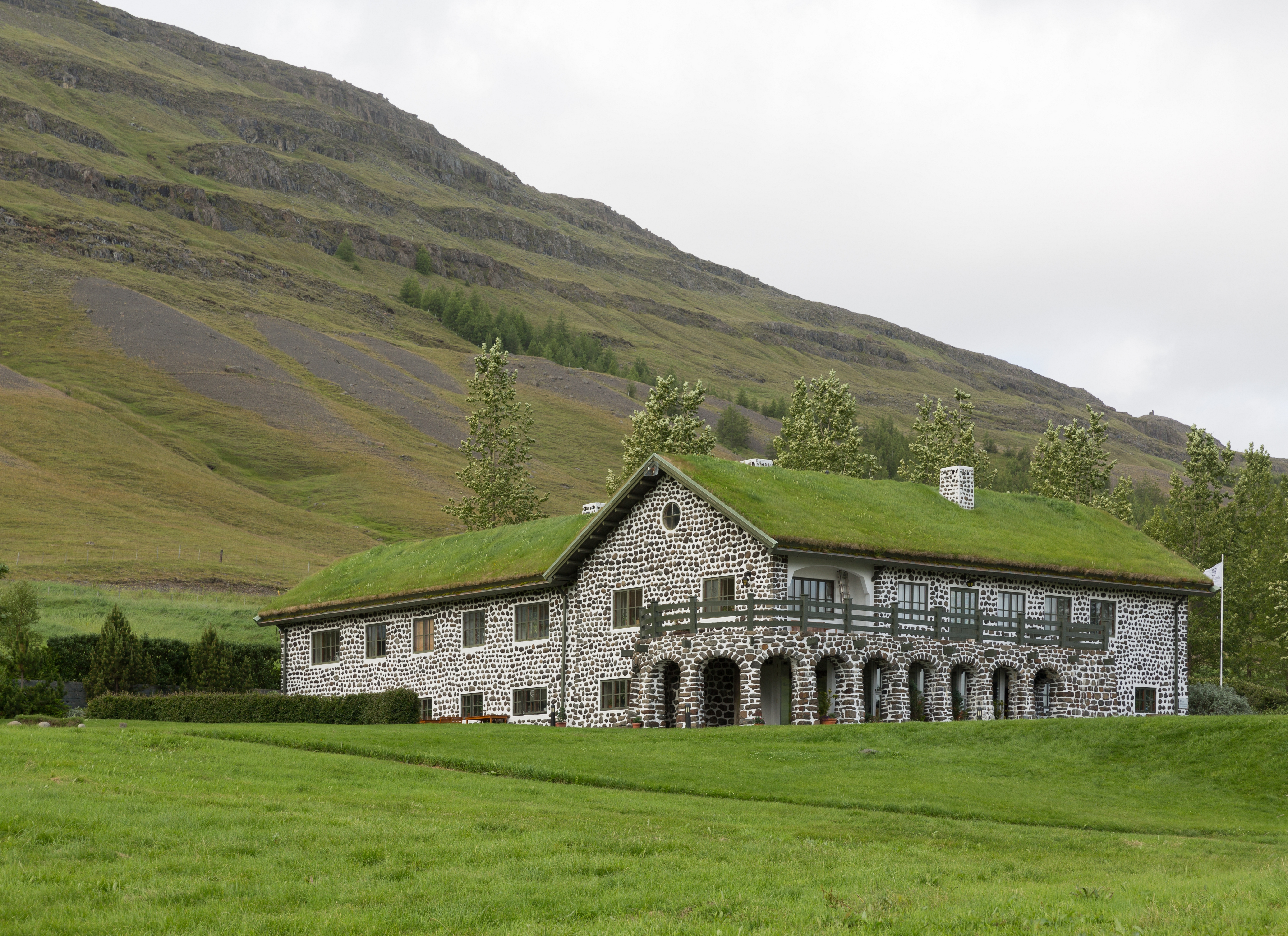
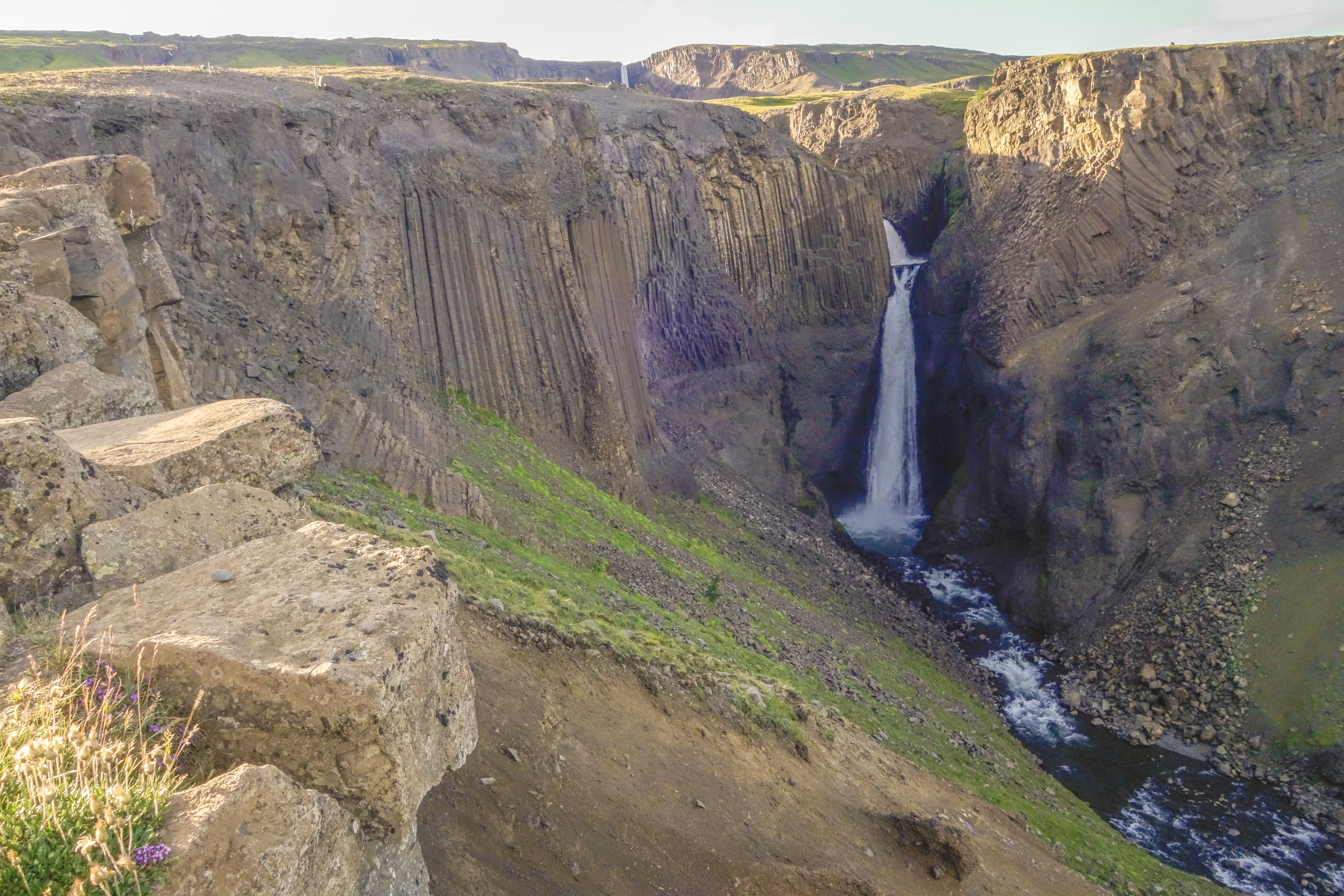
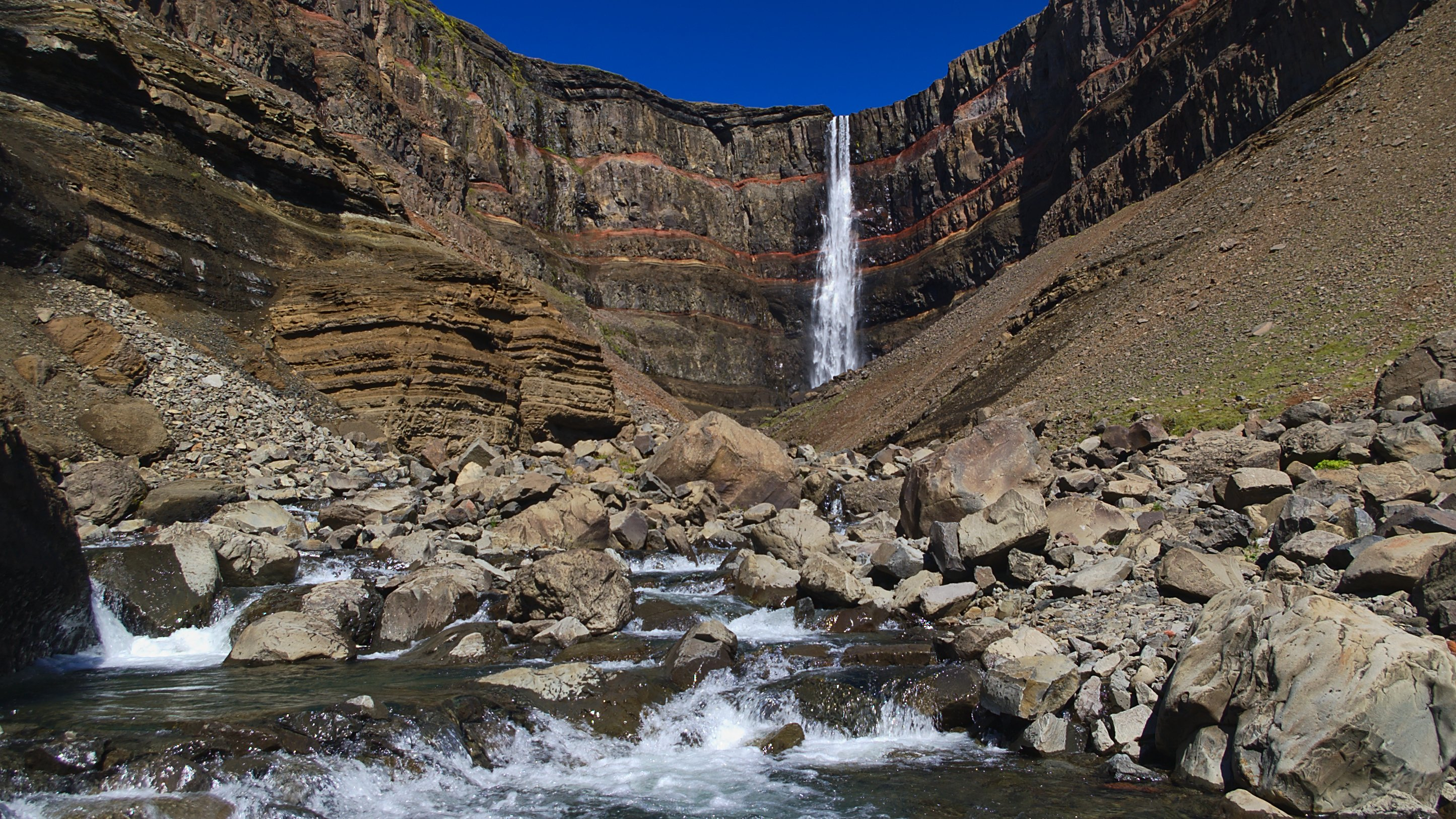

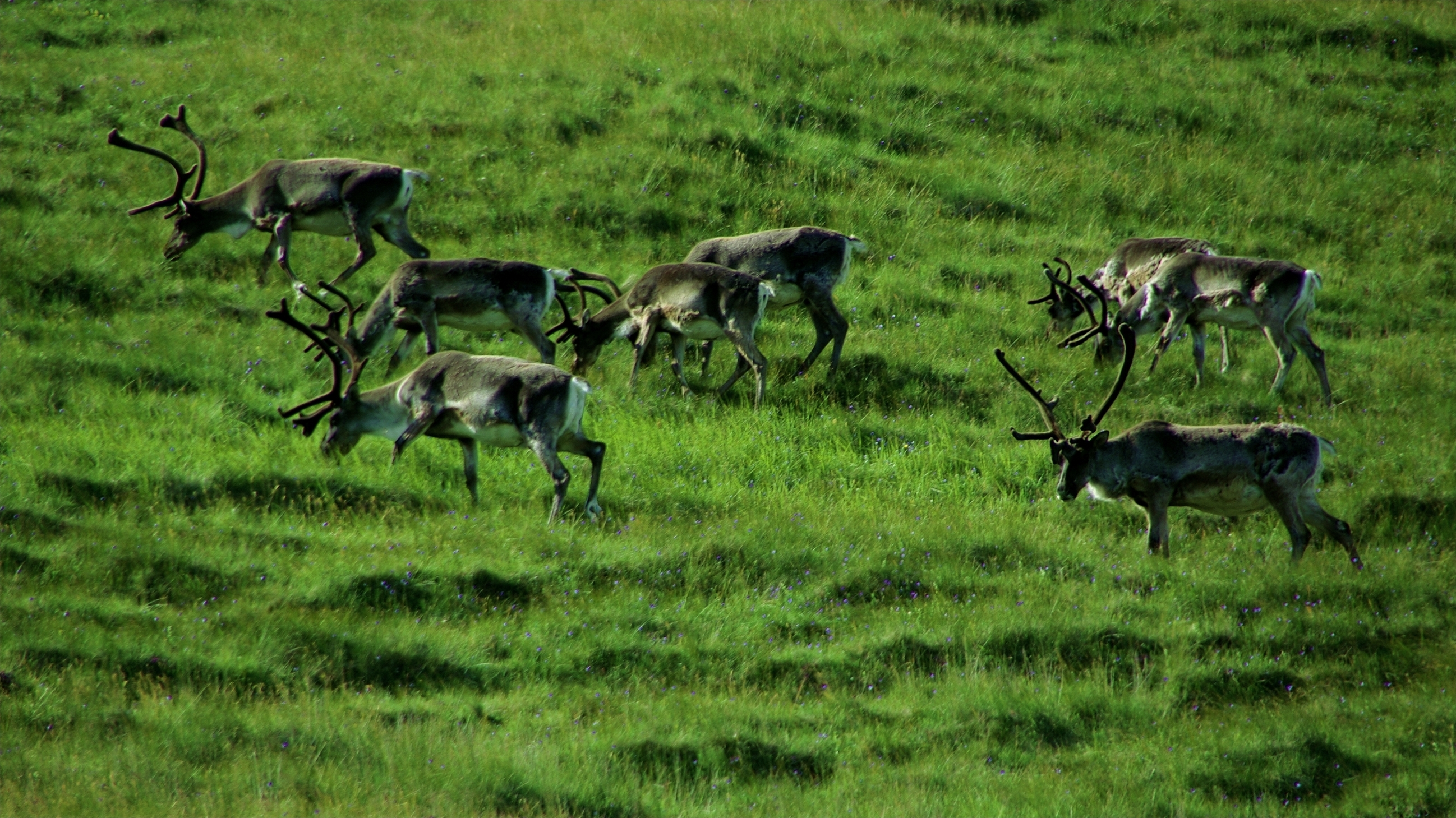
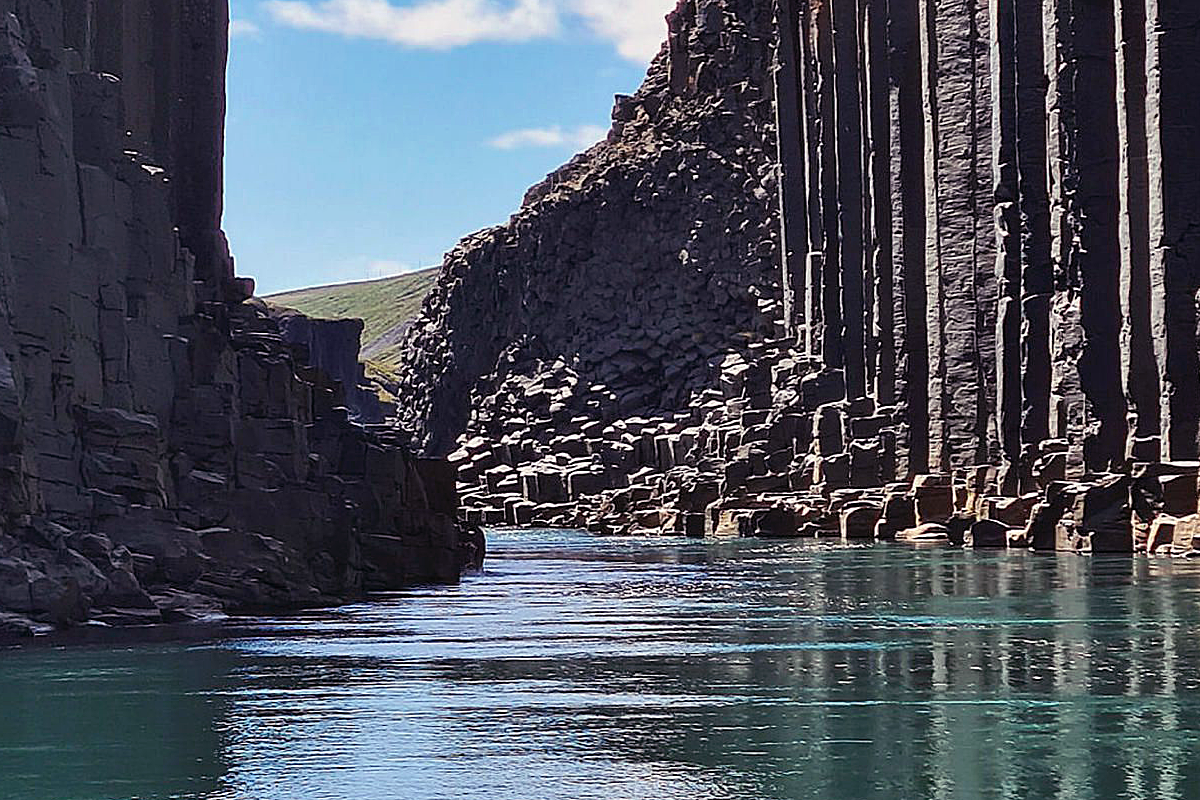
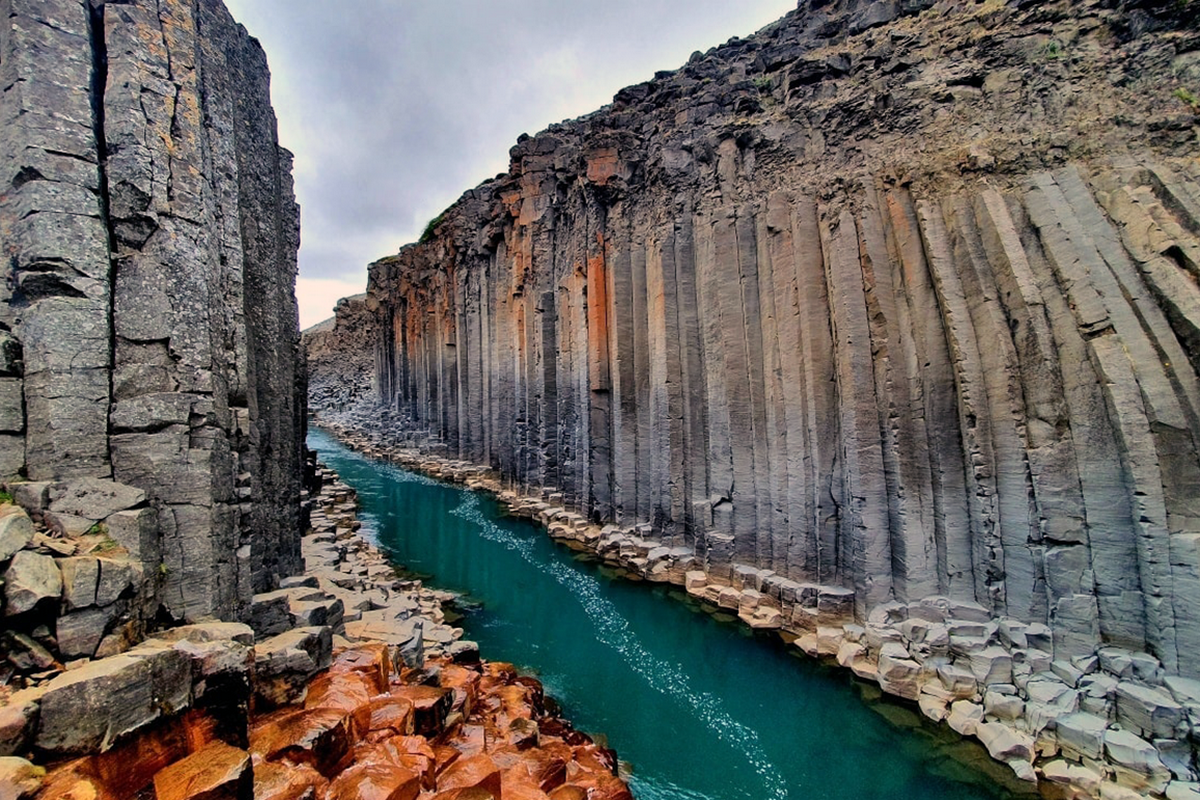
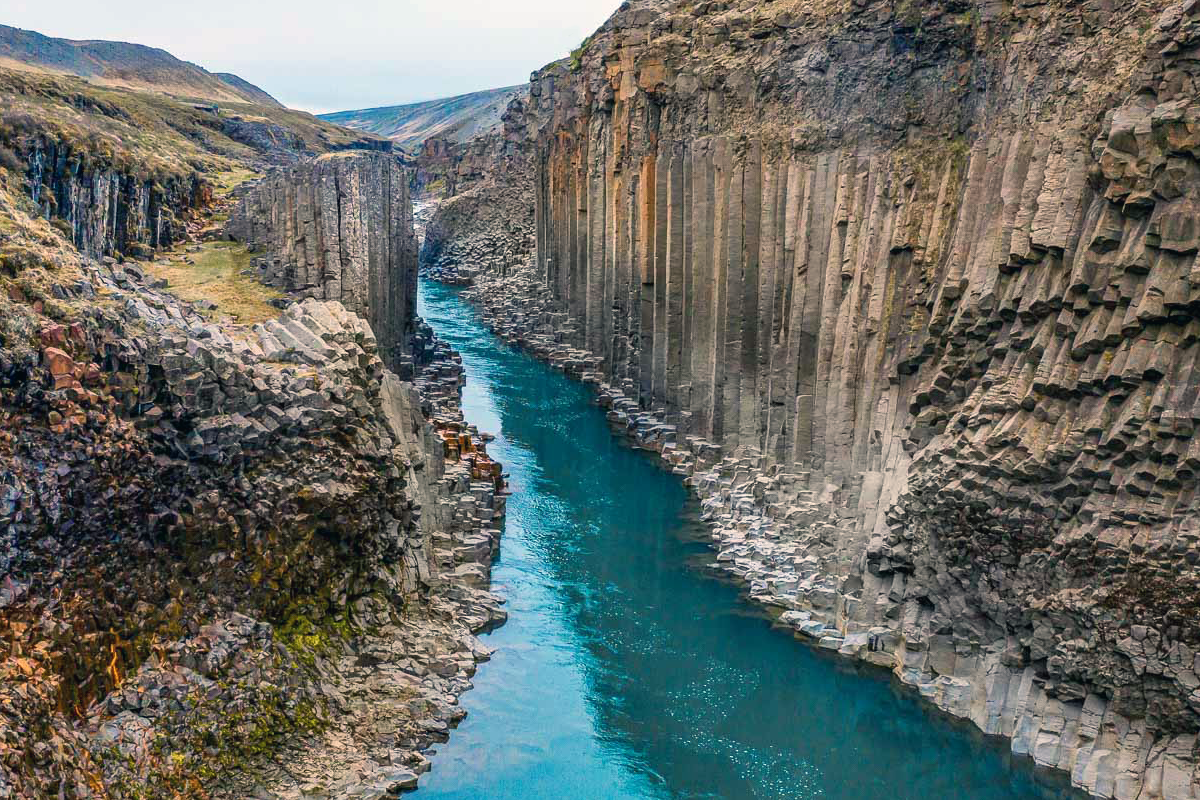